# مانويل غونزاليس (لاعب كرة قدم)
مانويل غونزاليس (بالإسبانية: Manuel González)‏ (16 مارس 1991 ببوينس آيرس في الأرجنتين - ) هو لاعب كرة قدم أرجنتيني في مركز الدفاع. لعب مع تيغري.

## وصلات خارجية
- مانويل غونزاليس على موقع قاعدة بيانات كرة القدم.إي يو (الإنجليزية)
- مانويل غونزاليس على موقع Soccerway.com (الإنجليزية)